# Maria Annunciata de Bourbon-Două Sicilii
Prințesa Maria Annunziata Isabella Filomena Sabasia de Bourbon-Două Sicilii (24 martie 1843 – 4 mai 1871) a fost fiica lui Ferdinand al II-lea al celor Două Sicilii și a arhiducesei Maria Tereza de Austria. A fost mama Arhiducelui Franz Ferdinand a cărui asasinare la Sarajevo în 1914 a dus la izbucnirea Primului Război Mondial.
A murit la vârsta de 28 de ani de tuberculoză.